# Diadelia atomosparsa
Diadelia atomosparsa är en skalbaggsart som beskrevs av Leon Fairmaire 1904. Diadelia atomosparsa ingår i släktet Diadelia och familjen långhorningar.
Artens utbredningsområde är Madagaskar. Inga underarter finns listade i Catalogue of Life.